# Эйскоу, Анна
Анна Эйскоу (англ. Hannah Ayscough; 1623, Маркет Овертон, Ратленд — 1679, Стамфорд, Линкольншир) — мать физика, математика, механика и астронома Исаака Ньютона.

## Биография
Анна Эйскоу родилась в 1623 году в Маркет Овертоне, в графстве Ратленд.

### Материнство
Анна Эйскоу представляет себя женщиной с характером. В апреле 1642 года она вышла замуж за фермера Исаака Ньютона (1606—1642), который умер вскоре после этого в октябре того же года, оставив её на пятом месяце беременности. Три месяца спустя у неё родился сын Исаак Ньютон (1643—1727) и назвала его в честь своего отца, который посмертно стал её единственным ребенком и впоследствии стал знаменитым учёным. Вынужденная в одиночку брать на себя семейные обязанности и бремя своего хозяйства, она наняла знакомого кормильца для ухода за своим ребёнком. В январе 1646 года Анна Эйскоу вновь вышла замуж за вдовца пастора Барнабаса Смита (1582—1653), от которого у неё родились сын Бенджамин Смит (род. 1651) и две дочери Мэри Смит (род. 1647) и Ханна Смит (1652—1695), которая была замужем за Робертом Бартоном (1630—1693).
Поскольку отец Исаака Ньютона был фермером, его мать надеялась, что однажды он станет фермером. Таким образом, он провел год в фермерской школе в ущерб своему образованию. Но Исаак Ньютон проявил мало склонности к сельскохозяйственным работам, в чем современная физика никогда его не упрекнет. Он вернулся в школу уже осенью 1660 года. В отличие от Анны Эйскоу, её брат, который обнаружил способности юного Исаака, сыграл важную роль в его поступлении в Тринити-колледж в 1661 году.
Исаак Ньютон затаил сильное негодование на свою мать, которая не заботилась о нём в детстве и не посещала его школу, больше заинтересованную в его ферме, чем она.

## Смерть
Анна Эйскоу умерла в 1679 году в Стамфорде в Линкольншире в возрасте 56 лет. Она была похоронена в Колстерворте 4 июня 1679 года вместе со своим первым мужем по просьбе её сына.